# Liste von Persönlichkeiten der Stadt Rapperswil
In der Liste der Persönlichkeiten der Stadt Rapperswil sind bedeutende Personen aufgeführt, die entweder aus der Stadt Rapperswil SG stammen oder längere Zeit dort gewirkt haben.

## Liste von Persönlichkeiten der Stadt Rapperswil

### Frühmittelalter
- Kunigunde von Rapperswil († 4. Jahrhundert): Der Legende nach eine der Begleiterinnen der Heiligen Ursula von Köln, die auf dem Rückweg von der Wallfahrt nach Rom in Rapperswil starb.

### Hoch- und Spätmittelalter
«Alt-Rapperswiler» siehe Genealogie der Grafen von Rapperswil.
- Graf Rudolf II. von Rapperswil (* um 1160, † um 1218); verlegte den Stammsitz (Alt-Rapperswil) von Altendorf (SZ) nach Rapperswil (SG); Gründer der Stadt Rapperswil; Teilnehmer des Fünften Kreuzzugs zusammen mit Lütold IV. von Regensberg[1].
- Graf Rudolf III. von Rapperswil (* 1180/90, † 1251): Vollendete den Bau von Stadt und Schloss Rapperswil; Stifter der Pfarrei und Stadtkirche Rapperswil; Jerusalemfahrt 1217; schenkte dem Kloster Rüti im Jahr 1229 die Kirche Bollingen samt Zehnten und Zugehörden.
- Anna, Tochter von Rudolf III. († 1253): Ehelichte 1251/52 Graf Hartmann von Kyburg, starb aber kurz nach der Geburt ihres Sohnes Werner II. von Kyburg 1253.
- Adelheid von Rapperswil: Schwester von Rudolf III. von Rapperswil; verheiratet mit Walter III. von Vaz und Mutter von Graf Rudolf IV. von Rapperswil (Rudolf III. von Vaz).
- Graf Rudolf IV. von Rapperswil (ca. * 1230, † 27. Juli 1262): Geboren als Rudolf III. von Vaz-Rapperswil, Sohn von Walter III. von Vaz und Adelheid von Rapperswil; nannte sich als Erbe der Grafschaft Rudolf IV. von Rapperswil; 1259 (zweiter?) Stifter des Zisterzienserinnen-Klosters Wurmsbach in Bollingen.
- Mechthild von Neifen: Ehefrau von Rudolf IV. und Mutter von Vinzenz († um 1261), der nur kurz lebte, von Elisabeth und Rudolf V; zusammen mit ihrem Ehemann Förderin des Klosters Oetenbach in Zürich, so bestätigte der Ritter Burkhard Brühunt, ein Gefolgsmann der Rapperswiler, dass er 1261 den Bauptlatz am Oetenbach den Klosterfrauen verkauft habe.
- Graf Rudolf V. von Rapperswil (* um 1265, † 15. Januar 1283): Bruder Elisabeths von Rapperswil; starb minderjährig und ohne Nachkommen; letzter Graf von Rapperswil in der männlichen Erbfolge.
- Gräfin Elisabeth von Rapperswil (* um 1251/61, † 1309): Schwester Rudolfs V.; verheiratet mit Graf Ludwig von Homberg († 27. April 1289) und später mit Graf Rudolf von Habsburg-Laufenburg (Onkel von Johannes von Regensberg) verheiratet; zählte wie schon ihre Mutter und ihr Vater zu den Gönnerinnen des Stadtzürcher Klosters Oetenbach; nach dem Tod ihrer Gatten erbten zuerst Graf Johann I., danach sein Sohn Graf Johann II. die Grafschaft Rapperswil.
- Cäcilia von Homberg (* vermutlich vor 1300, † nach 1320): Tochter von Elisabeth aus ihrer ersten Ehe mit Graf Ludwig von Homberg; Priorin des Klosters Oetenbach; förderte ab 1317 dessen weiteren Ausbau.
- Graf Werner von Homberg-Rapperswil oder Hohenberg (* 1284, † 1320 bei Genua): Sohn Elisabeths von Rapperswil aus ihrer ersten Ehe mit Graf Ludwig von Homberg; Minnesänger; Vogt von Einsiedeln (1296?); war ab 1309 Reichsgraf und Reichsvogt der Waldstätte, Reichs-Feldhauptmann (Generalleutnant) in der Lombardei zur Zeit Kaiser Heinrichs VII.; stiftete um 1320 die Liebfrauenkapelle des Oetenbachklosters.
- Graf Johann(es) I. von Habsburg-Laufenburg-Rapperswil (* vor 1295/6, † 1337): Sohn Elisabeths von Rapperswil aus ihrer zweiten Ehe mit Graf Rudolf von Habsburg-Laufenburg; Vater von Graf Johann II. und von vermutlich mindestens zwei weiteren Söhnen; gewährte 1336 den von Rudolf Brun aus Zürich verbannten Ratsherren (Constaffler) in Rapperswil Asyl; wurde in der Schlacht bei Grynau getötet.
- Graf Johann(es) II. von Habsburg-Laufenburg-Rapperswil (* um 1330, † 1380): Beteiligte sich 1350 an der Mordnacht von Zürich, worauf der Zürcher Bürgermeister Rudolf Brun Rapperswil in einem Vergeltungsakt verwüstete; während seiner Gefangenschaft im Wellenberg in Zürich dichtete der Graf das Minnelied «Blümli blawe», von Goethe in der Ballade «Das Blümlein Wunderschön: Lied des gefangenen Grafen»[2] verewigt; verkaufte 1354 und 1358 die verbliebenen Reste der Grafschaft Rapperswil an Albrecht II. von Habsburg-Österreich.
- Maria von Oettingen: Witwe (?) von Rudolf von Habsburg-Laufenburg; Ehefrau Werners von Homberg, des Sohns von Gräfin Elisabeth.
- Albrecht von Rapperswil oder Albrecht von Raprechtswil (vermutlich 13. Jahrhundert): Im Codex Manesse (folio 192v) erwähnter Minnesänger und Marschall am Rapperswiler Hof.
- Gottfried III. von Habsburg-Laufenburg († 1373): Graf von Alt-Rapperswil.
- Graf Johann(es) IV. von Habsburg-Laufenburg († 1408): Der letzte der Laufenburger Linie starb ohne erbberechtigte männliche Nachkommen; durch die 1410 erfolgte Heirat seiner Tochter Ursula mit Graf Rudolf von Sulz kam die Landgrafschaft Klettgau an die Grafen von Sulz.
- Ursula von Habsburg-Laufenburg (* vermutlich vor 1400): Tochter von Johann IV., verheiratet mit Graf Rudolf von Sulz.
- Johannes Hettlinger (* vor 1452; † 1489 Rapperswil): Stadtschreiber von Rapperswil; Anführer der proeidgenössischen Kräfte und des Aufstands gegen Habsburg-Österreich.

## Reformationszeit
- Johann Hürlimann († 1577), Theologe und Geistlicher

### Aufklärung und Rokoko
- Dominikus von Brentano (eigentlich Dominik Anton Cajetan Brentano) (* 1740 Rapperswil, † 1797): Publizist, Aufklärungstheologe und Bibelübersetzer.
- Marianne Ehrmann geb. Brentano (* 1755 Rapperswil, † 1795 Stuttgart), Schauspielerin, Schriftstellerin und Journalistin, Herausgeberin der frühen deutschsprachigen Frauenzeitschriften Amaliens Erholungsstunden und Die Einsiedlerin aus den Alpen,
- Felix Maria Diogg (* 1762 Andermatt, † 1834 Rapperswil): Bedeutendster klassizistischer Porträtist der Schweiz; malte auch im Elsass, in Karlsruhe und Frankfurt a. M.
- Johann Jakob Staub (* 1783 Richterswil, † 1852 Paris): Ein berühmter Schneidermeister in Paris; 1823 erwarb er ein Grundstück auf dem Meienberg und 1828 erbaute einen eleganten Landsitz in klassizistischem Stil. Staub und seine Familie vereinten später weitere Grundstücke am Meienberg zu einem weitläufigen Landschaftspark. Seine Tochter heiratete den hier lebenden Industriellen Jakob Braendlin-Näf.

### 19. Jahrhundert
- Jakob Braendlin-Näf (* 1775 in Richterswil, † 1845 Rapperswil): Ein Pionier der schweizerischen Baumwollindustrie; heiratete die Tochter von Johann Jakob Staub; Gründer der Spinnerei Gebrüder Braendlin; erbaute die klassizistische Villa Grünfels
- Alois Fuchs (* 1794, † 1855 Schwyz): Römisch-katholischer Priester; 1828 bis 1834 Lehrer an der Lateinschule und Spitalpfarrer in Rapperswil. Hier gelangte er wegen seiner liberalen Gesinnung in Konflikt mit dem Bischof von Chur und St. Gallen und musste sich vor einem bischöflichen Ketzergericht verantworten.
- Franz Josef Greith (* 1799 Rapperswil, † 1869 St. Fiden): Komponist und Musikpädagoge; komponierte die Melodie des Rütliliedes („Von ferne sei herzlich gegrüsst, du stilles Gelände am See“).
- Felix Helbling (* 1802 in Rapperswil; † 1873 ebenda), römisch-katholischer Geistlicher und Politiker
- Basil Ferdinand Curti (* 1804; † 1888 in Konstanz), Jurist und Politiker
- Graf Wladislaw Plater (* 1808, † 1889 in Polen): Polnischer Patriot; übernahm 1869 das Schloss Rapperswil auf Grund eines 99-jährigen Pachtvertrages und richtete dort das Polnische Nationalmuseum (1870–1927) ein.
- Anton Curti (* 1820; † 1887 in Dresden), deutschsprachiger Opernsänger
- Joachim Raff (* 1822 in Lachen, † 1882 in Frankfurt a. M.): Komponist und Musikpädagoge; Lehrer an der Primarschule Rapperswil; Orchestrierung der Sinfonischen Dichtungen von Franz Liszt.
- Johann Baptist Gaudy (* 1831; † 1901), Kaufmann, Bankier und Politiker
- Agaton Giller (* 1831, † 1887 in Polen): Polnischer Historiker, Publizist und Angehöriger der polnischen Nationalbewegung; Mitbegründer des Polnischen Nationalmuseums.
- Johann Heinrich Bühler-Honegger (* 1833, † 1929): Industrieller, Gründungsmitglied der Südostbahn, Nationalrat; Initiant der „Bühler-Allee“.
- Theodor Curti (* 1848 in Rapperswil, † 1914 in Thun): Journalist, Politiker, Historiker („Geschichte der Schweiz im XIX. Jh.“, 1902); Redaktor der „St. Galler Zeitung“, Leiter der Frankfurter Zeitung; Nationalrat.
- Stefan Żeromski (* 1864 in Strawczyn, † in 1925 Warschau): Polnischer Adliger, Schriftsteller und von 1892 bis 1987 Bibliothekar und Herausgeber beim Polnischen Nationalmuseum in Rapperswil, wo er zusammen mit seiner Frau und Tochter lebte.

### 20./21. Jahrhundert
- Louie Knie (* 1880, † 1949), Friedrich Knie (* 1884, † 1941), Rudolf Knie (* 1885, † 1933), Karl Knie (* 1888, † 1940), Eugen Knie (* 1890, † 1955): Gründer des Circus Knie (1919).
- Josef Müller-Brockmann (* 1914 Rapperswil, † 1996): Grafikdesigner, Autor, Lehrer und führender Theoretiker und Praktiker der Schweizer Typografie.
- Fredy Knie senior (* 1920 Genf, † 2003 Rapperswil): Von 1941 bis 1992 Direktor des Circus Knie, Verwaltungsratsmitglied; gilt als Begründer der „humanen Pferdedressur“ und prägte die Pferdedressur international und das Klassische Reiten in der Schweiz nachhaltig; Träger des Ehren-Prix-Walo.
- Konrad Bächinger (* 1921 Rapperswil, † 1981), Lehrer, Verfasser zahlreicher Lehrmittel, Gründer des Sternsingens, zahlreiche Buchveröffentlichungen zu Rapperswil, regte Kindermesse/Zeller Wiehnacht von Paul Burkhart an
- Hans Rathgeb (* 1922, † 2000 Rapperswil): Publizist, Korrespondent, Redaktor, Kantonsrat; in zahlreichen Rapperswiler Vereinen tätig; Förderer der Polnischen Kulturstiftung (Polenmuseum Rapperswil); zahlreiche Veröffentlichungen zur Geschichte von Rapperswil und der Region.[3]
- Vreni Spoerry (* 1938 Zürich, † 2025, geborene Toneatti): Politikerin der FDP; aufgewachsen in Rapperswil.
- Gerold Späth (* 1939 Rapperswil): Schriftsteller, mehrere Auszeichnungen. Zitat: „Rapperswil ist der Raum, in dem meine Geschichten wohnen, hier bin ich aufgewachsen, hier habe ich die Übersicht und die Durchsicht.“
- Margrit Colombo - Bart (* 1943 Untersiggenthal, † 2001 Rapperswil), erste Frau im Stadtrat
- Dieter Kienast (* 1945 und † 1998 Zürich): Professor Dr., einer der wichtigsten europäischen Landschaftsarchitekten am Ende des 20. Jahrhunderts; Professur für Gartenarchitektur am Interkantonalen Technikum Rapperswil zwischen 1980 und 1991.
- Alfredo Battistini (* 1953 Rapperswil, † 2008 St. Gallenkappel), Bildhauer, Zeichner und Sportler. Schuf u. a. die Clownskulptur zu Ehren des Circus Knie am Stadteingang von Rapperswil sowie die Hände La Creazione zu Ehren Michelangelo Buonarroti, welche in die Sammlung des Museo Michelangiolesco in Caprese Michelangelo aufgenommen wurden.
- Martin Klöti (* 1954): Politiker, Lehrer, Landschaftsarchitekt und Unternehmer; von 1997 bis 2005 FDP-Stadtrat.
- Fritz Mommendey (* 1954 Rapperswil): Jurist, Unternehmer und Buchautor; 1982 Mitbegründer der Handels- und Bürofachschule (HBS).
- Barbara Bürer (* 1955 Rapperswil): Hörfunk- und Fernsehmoderatorin und Journalistin; von 2007 bis 2018 Moderatorin bei SRF 1 und SRF 3
- Michael Steiner (* 1969 in Hergiswil NW): Aufgewachsen in Rapperswil; Filmemacher zum Beispiel von Mein Name ist Eugen und Grounding – Die letzten Tage der Swissair
- Helen Zellweger (* 1971 Zürich): Schauspielerin und Tänzerin, aufgewachsen in Rapperswil, Singapur, Zürich und Wien.
- Sabine Fischer (* 1973): Mittel- und Langstreckenläuferin; 9. Platz bei den Olympischen Spielen 2000; wohnt in Rapperswil und startet für den LC-Rapperswil-Jona.